# 킴 캠벨
킴 캠벨(Avril Phaedra "Kim" Campbell, 1947년 3월 10일 -)은 캐나다의 여성 정치인이다.
에이브릴 패이드러 캠벨의 본명으로 브리티시컬럼비아주 포트 앨버니에서 태어났다. 12세때 킴이란 이름을 쓰기 시작하였다. 학교에서 최우수 학생으로 알려졌고, 음악과 춤을 배웠다. 그녀는 시를 잘 썼고, 기타와 피아노 연주에 뛰어났다. 1969년에 브리티시컬럼비아 대학교에서 정치학 학위를 받았다. 1972년에는 영국 런던에 유학하여 철학 박사 학위를 따기 위하여 공부하던 중, 그곳에서 모교의 수학 교수 네이던 J. 디빈스키와 결혼하였다. 학위 공부를 포기하고 1973년 남편과 귀국하였다. 1975년부터 6년동안 모교에서 정치학을 강의하였다가, 1983년 법학위를 받았다.
1988년 밴쿠버에서 국회의원으로 선출되었고, 법무장관을 지냈다. 1993년 1월 9일에 국방부 장관으로 있다가, 같은 해 6월 25일 멀로니 총리가 사임하자, 그녀는 진보보수당 당권에 도전하여 당수로 선출되었으며, 캐나다 역사상 최초의 여성 총리가 되었다. 그러나 당시 진보보수당의 인기는 매우 낮았기 때문에 곧이어 치러진 총선에서 큰 차이로 패하여 불과 4개월여 만에 물러나고 정권을 자유당에 넘겨주었으며, 그 자신의 지역구에서도 낙선하여 국회의원직도 상실하였다. 짧은 기간 동안 총리로 재직했으나, 최초의 여성 총리로서 캐나다 정치사에 큰 획을 그은 정치인으로 평가받고 있다. 1993년에 도쿄에서 열린 선진 7개국 정상회의에서 캐나다 총리로 참석하였다.

## 역대 선거 결과
| 선거명      | 직책명                                 | 대수 | 정당              | 득표율 | 득표수   | 결과 | 당락                               |
| ----------- | -------------------------------------- | ---- | ----------------- | ------ | -------- | ---- | ---------------------------------- |
| 1986년 선거 | 하원의원 (밴쿠버 포인트 그레이 선거구) | 33대 | 사회신용당        | 23.25% | 19,716표 | 1위  | 밴쿠버 포인트 그레이 하원의원 당선 |
| 1988년 선거 | 하원의원 (밴쿠버 센터 선거구)          | 34대 | 캐나다 진보보수당 | 37.24% | 23,620표 | 1위  | 밴쿠버 센터 하원의원 당선          |
| 1993년 선거 | 하원의원 (밴쿠버 센터 선거구)          | 35대 | 캐나다 진보보수당 | 25.05% | 15,510표 | 2위  | 낙선                               |